# Cuiviénen
En el universo ficticio creado por J. R. R. Tolkien, Cuiviénen es el lugar donde los quendi o elfos nacieron. Su nombre (cuivier+nen) significa «agua del despertar» y se cuenta que era una bahía del Mar interior de Helcar, en el lejano oriente de la Tierra Media, creado por el derrumbe del pilar que sostenía a la lámpara Illuin. El Despertar de los elfos tuvo lugar en tiempos arcaicos, durante las Edades de los Árboles, pero muchos siglos después de este periodo, el mundo fue transformado por los distintos tumultos y guerras, y ya no hay retorno posible a Cuiviénen.
El llamado a los elfos tuvo lugar aquí, cuando los eldar abandonaron Cuiviénen hacia Aman en el poniente, convocados por el Vala Oromë. Los que prefirieron permanecer en la Tierra Media, pasaron a ser llamados Avari (elfos oscuros o renuentes, ya que rechazaron la llamada de los Valar y nunca contemplaron su luz).
- Datos: Q2294060